# Schinus polygamus
Schinus polygama (huingán del mapudungún huingan) es una especie botánica de árboles perteneciente a la familia de las anacardiáceas.

## Hábitat
Es nativo de Argentina, Chile, Brasil, Paraguay y Uruguay.

## Descripción
Es un Árbol o arbusto siempreverde de 1-4 m de altura, y 2,5 m de diámetro, ramificado casi desde la base. Especie dioica, tiene tronco color ceniciento, tortuoso, las ramas terminales se transforman en espinas (terminan en una espina). Hojas simples, alternas, subcoriáceas, lanceoladas a oblongas. Inflorescencias axilares. Flores amarillas, 4-5 mm de diámetro, 4-5 sépalos y pétalos (masculinas con 10 estambres, 5 mayores que los restantes, las femeninas con estaminodios y 3 estilos). El fruto es una drupa globosa, 3-5 mm de diámetro, violácea oscura a negra azulada.

## Cultivo y usos

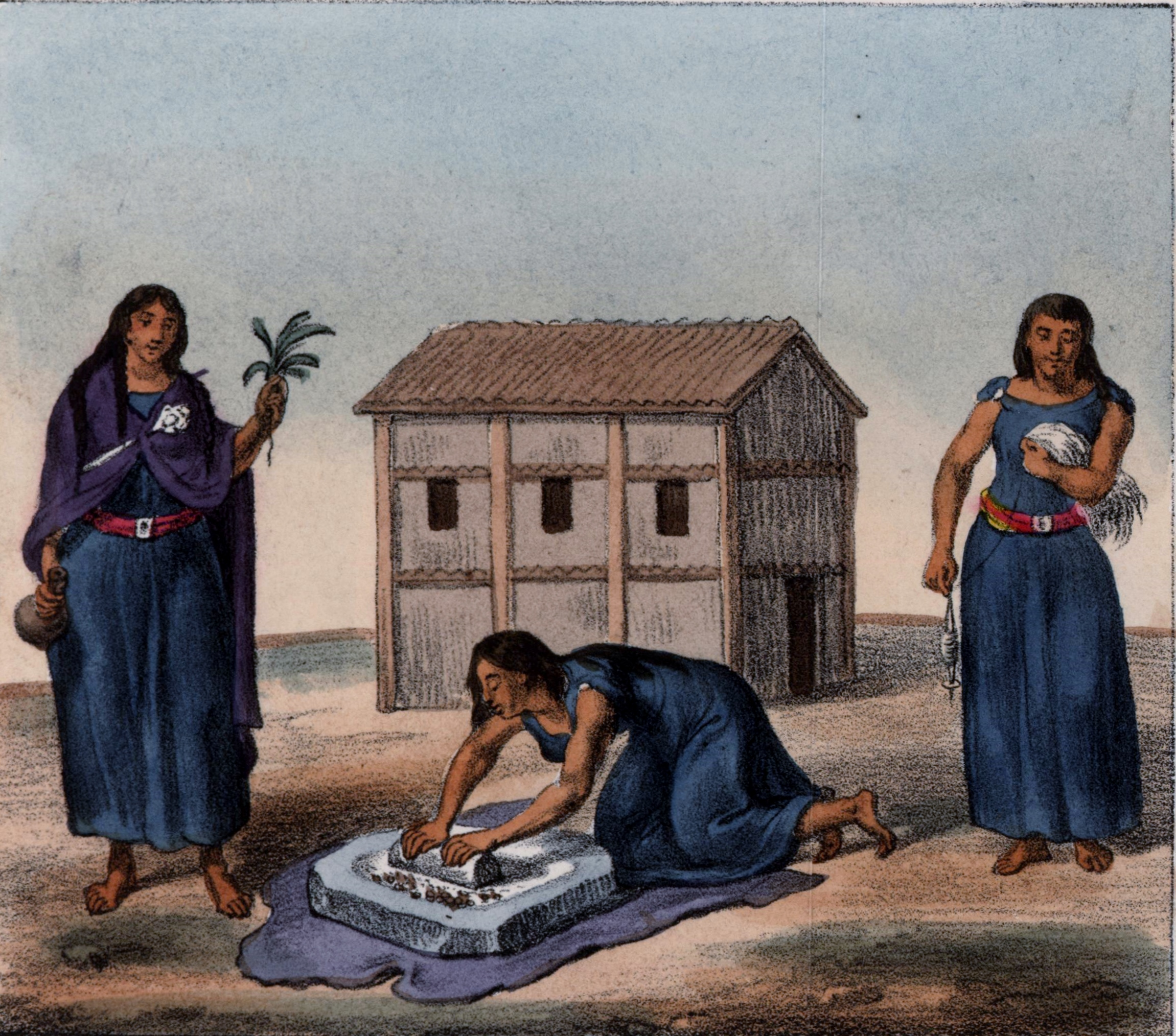
Mujeres mapuches en la producción de alimentos, por Peter Schmidtmeyer

Esta especie era denominada huingán por el pueblo mapuche, son diversos los usos que se daban a este árbol y sus frutos. 
A comienzos del siglo XX en los relatos de Pascual Coña, él hace mención a que la producción de la chicha de manzana por los mapuches podía llevar, entre otros, frutos del huingán, el litre, maqui, frutilla, lingue.

También se hacia chicha de manzanas. Los antiguos hacían bebidas de muy distintas clases. Entraban en su fabricación las bayas de los arbustos maqui, litre, huingán y la enredadera parrilla; además la frutilla, la quinua y la cebada; hasta los frutos del lingue, los canchahues de la luma, los piñones de la araucaria y las papas. Pero para sus fiestas mas concurridas solían proveerse de la musca, que es chicha de maíz, y del chisco o chicha pura de manzanas. A veces mezclaban las dos clases y la bebían con ocasión de sus festividades.
 Pascual Coña, 1927

Es una planta medicinal.

### Cultivo
Es de crecimiento rápido. Desde semilla alcanza 15 dm de altura en tres años.
Se multiplica muy bien por semillas. Especie sumamente resistente y rústica.

## Taxonomía

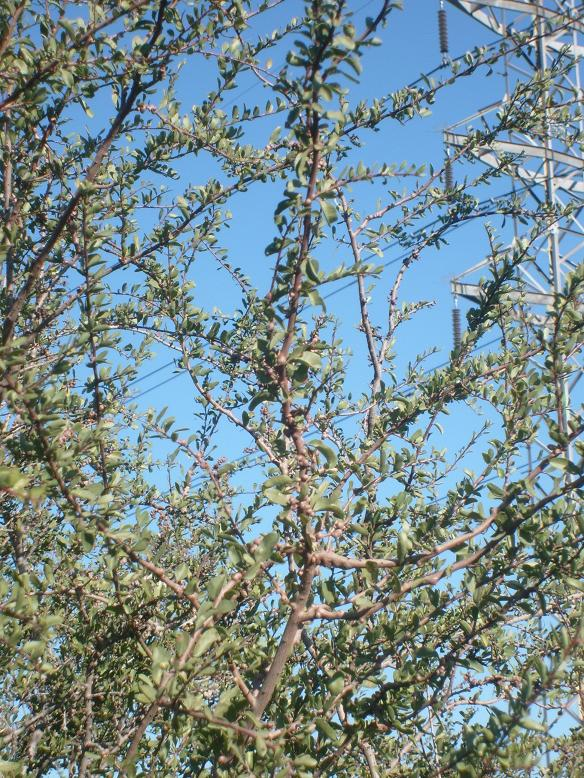
Vista de la planta

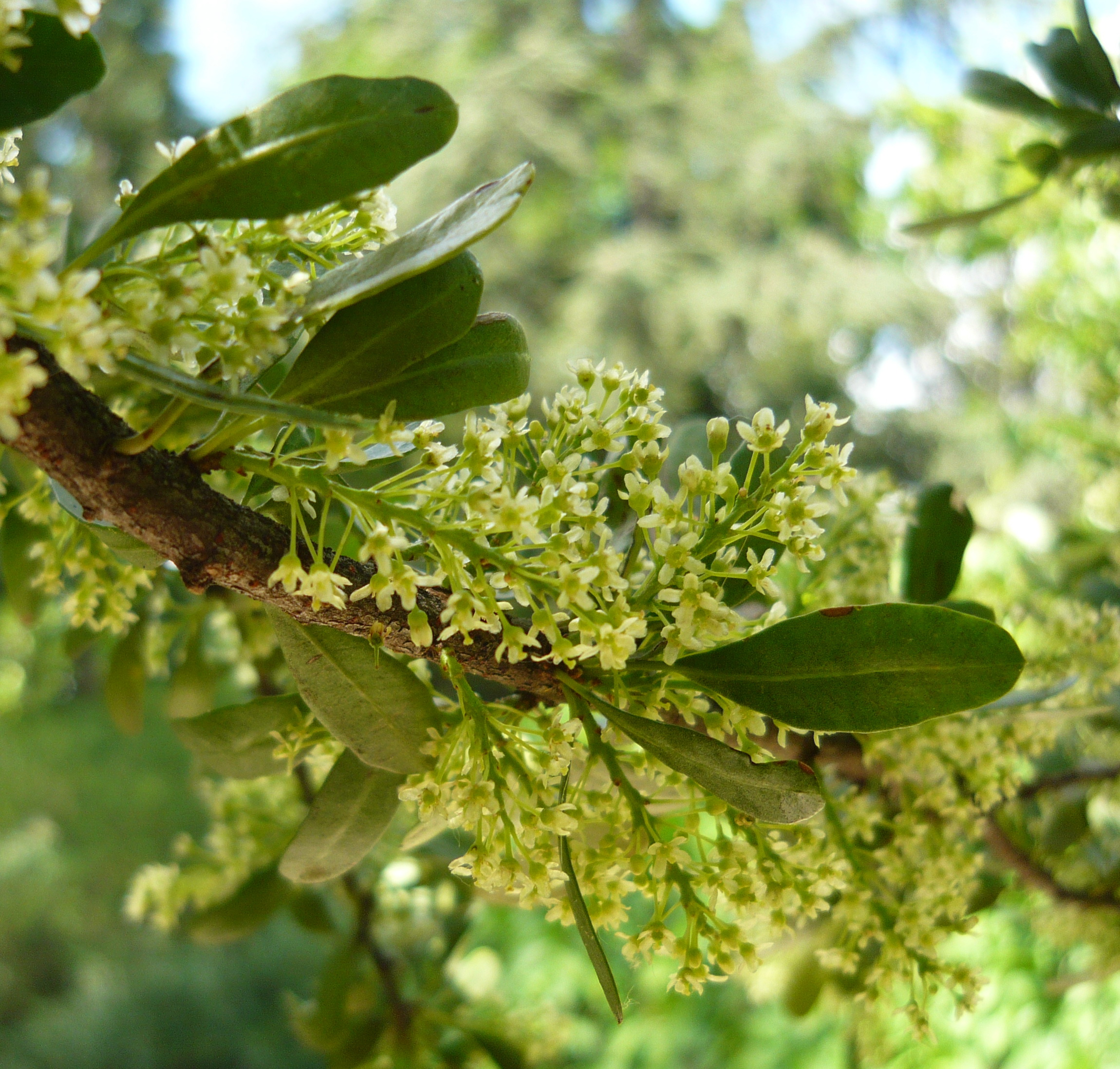
Inflorescencia

Schinus polygama fue descrita por (Cav.) Cabrera y publicado en Obra del centenário del museu de La Plata 2: 269. 1937.
Etimología
Schinus: es el nombre griego del lentisco: arbolito de esta misma familia; 
polygama epíteto del (griego polys = varios; gamos = matrimonio, por la presencia de flores unisexuales y hermafroditas. 
Variedades
Hay 9 formas y dos variedades en S. polygamus.

- Schinus polygama fo. arenicola (Hauman) Cabrera
- Schinus polygama fo. australis Cabrera
- Schinus polygama fo. chubutensis Cabrera 1938
- Schinus polygama fo. crenata (Phil.) Cabrera 1938
- Schinus polygama fo. fasciculata (Griseb.) Cabrera
- Schinus polygama fo. heterophylla (Kuntze) Cabrera
- Schinus polygama fo. ovata (Lindl.) Cabrera
- Schinus polygama fo. parviflora (March.) Cabrera 1938
- Schinus polygama var. parviflora (Arechav.) F.A. Barkley 1944
- Schinus polygama fo. patagonica (Phil.) Cabrera
- Schinus polygama var. polygama

Sinonimia
- Amyris polygama Cav.
- Duvaua cuneata Gill.
- Duvaua dependens var. obovata Arechav.
- Duvaua dependens var. ovata Arechav.
- Schinus bonplandianus Marchand
- Schinus dentatus Andrews
- Schinus dependens Ortega
- Schinus dependens var. brevifolia Fenzl ex Engl.
- Schinus dependens var. longifolia Fenzl. ex Engler in Martius
- Schinus dependens var. obovata Engl.
- Schinus dependens var. ovata (Lindl.) Marchand
- Schinus dependens var. parviflora Marchand
- Schinus dependens var. subintegra Engl.
- Schinus huygan Ruiz ex Engl.
- Schinus huyngan Kuntze
- Schinus polygama f. ovata Cabrera[6]